# شیه شیا
شیِه(چینی: 泄) دهمین فرمانروای دودمان شیا بود که بنا به اسطوره چینی، 25 سال فرمان راند. او در سال شین وِئی(辛未) بر تخت نشست. در سال بیست و یکم سلطنتش، شیه با بربرهایی که قبیله شیه را محاصره کرده بودند، جنگید و شوآن را شکست داد؛ و بر تمام قبایل فئی و بای چیره شد.